# Dale Finucane

a Compétitions nationales et continentales officielles uniquement.

b Matchs officiels uniquement.
Dale Finucane, né le 7 septembre 1991 à Bega (Australie), est un joueur de rugby à XIII australien au poste de deuxième ligne ou de troisième ligne dans les années 2010. Il fait ses débuts en National Rugby League en 2012 avec le Bulldogsde Canterbury-Bankstown. Il se fait rapidement une place de titulaire au sein des Bulldogs puis rejoint en 2015 le Storm de Melbourne avec qui il remporte la NRL en 2017 et le World Club Challenge en 2018.
Il a également pris part à quatre éditions du City vs Country Origin avec une victoire en 2015.

## Palmarès
- Collectif :
  - Vainqueur du World Club Challenge : 2018 (Melbourne).
  - Vainqueur du City vs Country Origin : 2015 (Country).
  - Vainqueur du State of Origin : 2019 et 2021 (Nouvelle-Galles du Sud).
  - Vainqueur de la National Rugby League : 2017 et 2020 (Melbourne).
  - Finaliste de la National Rugby League : 2014 (Canterbury-Bankstown), 2016 et 2018 (Melbourne).

## Détails

### En club
| Saison | Club                          | Compétition           | Matchs | Points | Essais | Buts | Drop |
| ------ | ----------------------------- | --------------------- | ------ | ------ | ------ | ---- | ---- |
| 2012   | Canterbury-Bankstown Bulldogs | National Rugby League | 14     | 0      | 0      | 0    | 0    |
| 2013   | Canterbury-Bankstown Bulldogs | National Rugby League | 25     | 4      | 1      | 0    | 0    |
| 2014   | Canterbury-Bankstown Bulldogs | National Rugby League | 27     | 4      | 1      | 0    | 0    |
| 2015   | Melbourne Storm               | National Rugby League | 23     | 8      | 2      | 0    | 0    |
| 2016   | Melbourne Storm               | National Rugby League | 27     | 8      | 2      | 0    | 0    |
| 2017   | Melbourne Storm               | National Rugby League | 26     | 18     | 4      | 1    | 0    |
| 2018   | Melbourne Storm               | National Rugby League | 18     | 4      | 1      | 0    | 0    |
| 2019   | Melbourne Storm               | National Rugby League | 26     | 8      | 2      | 0    | 0    |
| 2020   | Melbourne Storm               | National Rugby League | 15     | 8      | 2      | 0    | 0    |
| 2021   | Melbourne Storm               | National Rugby League | 17     | 8      | 2      | 0    | 0    |
| 2022   | Cronulla-Sutherland Sharks    | National Rugby League | 17     | 0      | 0      | 0    | 0    |